# Thure Schwartz
Thure Olof Schwartz, född 23 januari 1893 i Karlskrona, död 11 mars 1980 i Säffle, var en svensk postmästare och målare.
Han var son till färgmästaren Erik Henrik Schwartz och Maria Charlotta Pettersson och från 1919 gift med Signe Elsa Margaretha Forsberg. Schwartz var som konstnär autodidakt och bedrev självstudier under resor till Paris och Spanien. Han medverkade i en utställning med Västeråskonstnärer i Västerås 1930 och i samlingsutställningar arrangerade av Värmlands konstförening i Karlstad 1943–1944, separat ställde han ut i Sunne 1947. På beställning utförde han 1917 en oljemålning med motiv från Laxå bruk i Närke som väckte en viss uppmärksamhet.